# Pico Cornón
El pico Cornón es una montaña de 2188 m de altitud situada en el sector central de la cordillera Cantábrica. Este pico establece la divisoria entre el concejo asturiano de Somiedo y la comarca leonesa de Laciana. A su vez, se trata del punto más elevado de ambos territorios (Somiedo y Laciana).

## Toponimia
Este Cornón nunca debe confundirse con otras montañas cantábricas de igual nombre: el Cornón de la sierra del Cordel (2125 m) y el Cornón de Peña Sagra (2048 m). Todos estos picos recibieron tal nombre porque la forma puntiaguda y sobresaliente de su cima es similar a la de un cuerno (cornón = cuerno grande).

## Rutas de acceso
Las rutas de montañismo para accerder al Cornón parten de Lumajo (Laciana), del puerto de Somiedo, de Sosas de Laciana o de Villar de Vildas.